# Pouchkino

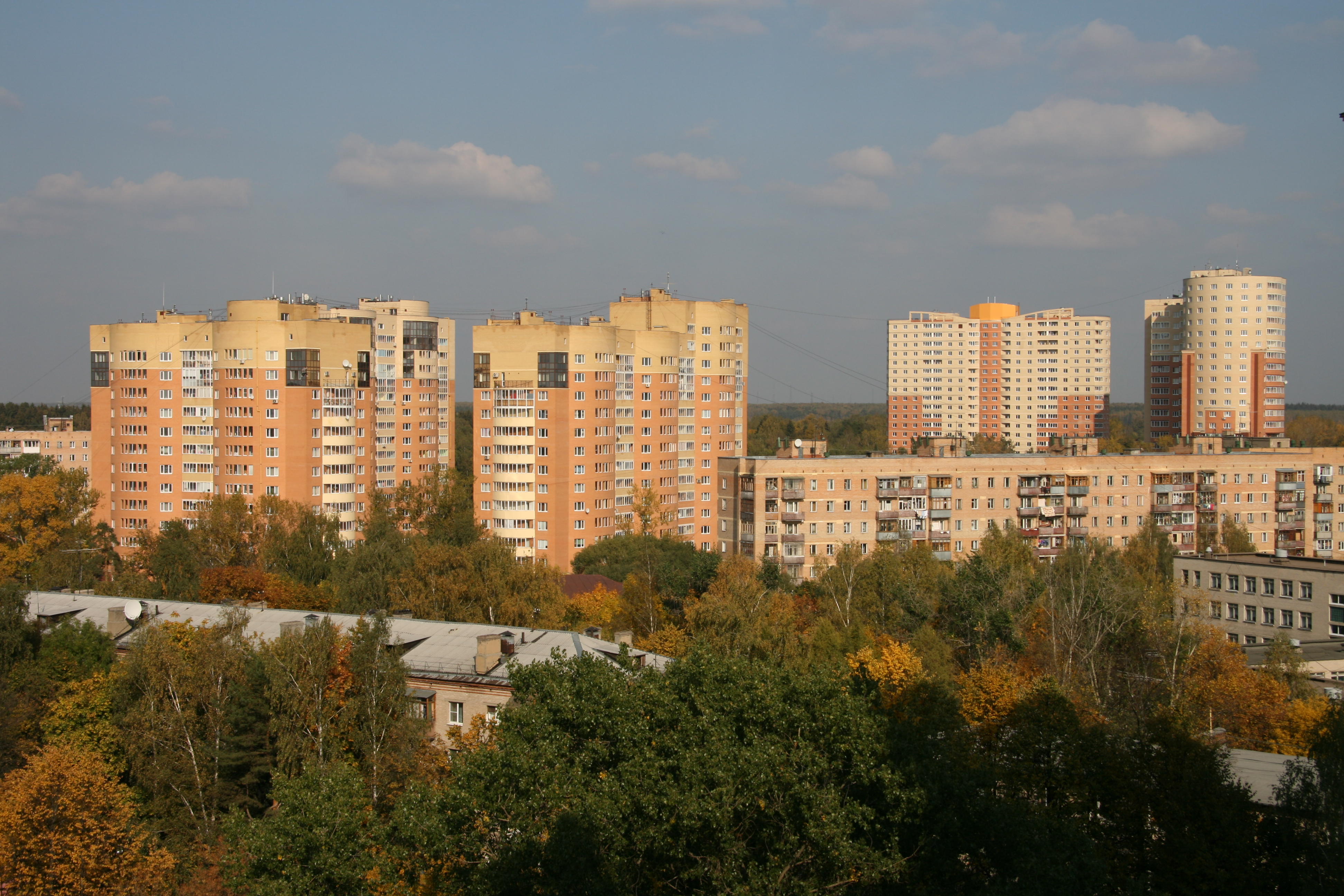

Pouchkino (en russe : Пушкино) est une ville de l'oblast de Moscou, en Russie, et le centre administratif du raïon de Pouchkino. Sa population s'élevait à 106 121 habitants en 2014.

## Géographie
Pouchkino est située à la confluence des rivières Oucha et Serebrianka, à 30 km au nord de Moscou.

## Histoire
Selon des documents historiques, le village de Pouchkino est connu depuis 1499. Il appartenait alors à Grigori Morkhinine "Pouchka", un boyard dont la descendance comprend le poète Alexandre Pouchkine, dont la statue orne l'une des principales places de la ville. Au cours des siècles suivants, la ville et ses environs devinrent un lieu recherché de villégiature estivale. En 1678, une église à cinq dômes dédiée à saint Serge fut construite dans le manoir de Komiaguino. Mouranovo est une autre propriété connue, où les poètes russes Ievgueni Baratynski et Fiodor Tiouttchev passaient leurs étés. Une datcha de Vladimir Maïakovski, qui vécut à Pouchkino pendant les étés des années 1920 – 1928, a été transformée en musée. Pouchkino a le statut de ville depuis 1925. La ville est aujourd'hui connue pour son Institut de sylviculture, un des rares instituts de ce type dans la fédération de Russie.

## Population
Recensements (*) ou estimations de la population
| 1897* | 1926* | 1939*  | 1959*  | 1970*  | 1979*  |
| ----- | ----- | ------ | ------ | ------ | ------ |
| 2 000 | 3 488 | 21 081 | 30 035 | 48 418 | 68 518 |

| 1989*  | 2002*  | 2006   | 2010*   | 2013    | 2014    |
| ------ | ------ | ------ | ------- | ------- | ------- |
| 75 847 | 72 425 | 95 799 | 102 874 | 104 754 | 106 121 |